# Andaspis asteliae
Andaspis asteliae är en insektsart som först beskrevs av Green 1929.  Andaspis asteliae ingår i släktet Andaspis och familjen pansarsköldlöss. Inga underarter finns listade i Catalogue of Life.